# Odorik z Pordenone
Blahoslavený Odorik z Pordenone (latinsky Odoricus Boemus de Portu Naonis, v českých překladech díla také Oldřich, Čech z Furlánska (vydání z roku 1962) či ve vydání z roku 1998 Oldřich, Čech z Pordenone; 1271/1286, Pordenone – 14. ledna 1331, Udine) byl středověký mnich a misionář, autor cestopisu o navštívených zemích.

## Život

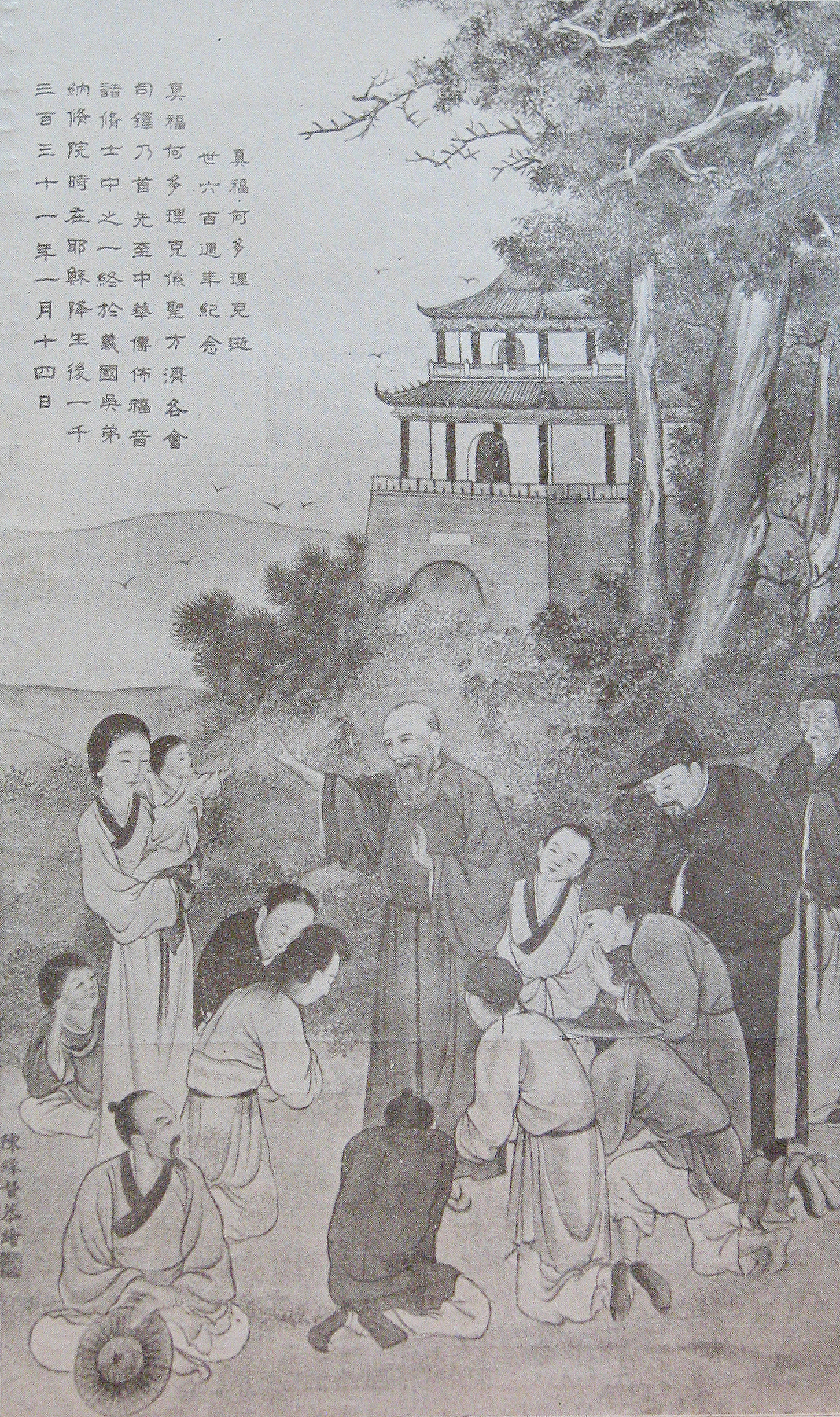
bl. Odorik z Pordenone (čínské zobrazení)

Odorik z Pordenone se narodil v severovýchodní Itálii. Byl synem vojáka Mattussiho, který sloužil v českém vojsku Přemysla Otakara II. na italském území, které bylo ve 13. století součástí Českého království (to vedlo později ke vzniku neověřené pověsti, že jeho otec se jmenoval Matouš, přitom Odorik sám sebe označoval za Čecha). Narodil se ve městě Pordenone nebo jeho okolí, snad ve vesnici Villanova. Jeho matka pocházela z Udine nebo jeho okolí. V patnácti letech vstoupil do františkánského řádu menších bratří. Po ukončení studií se začal připravovat na dráhu misionáře. Odešel do lesů v kraji Furlansko, kde žil jako asketa, postil se a rozjímal. Když usoudil, že je připraven na budoucnost, kterou si zvolil, tedy dráhu misionáře, navrátil se do kláštera. Poté byl vysvěcen na kněze a spolu s irským misionářem – bratrem Jakubem uskutečnil svou první cestu do Turkestánu, tehdejší součásti mongolské říše. O této misi, která pravděpodobně trvala od roku 1300 do roku 1314, nezanechal Odorik žádné svědectví. Zachovala se pouze zmínka jistého vikáře v dopise adresovaném papeži. Vikář zde chválil Odorikovy jazykové znalosti a schopnosti.

### Cesta do Persie a Číny
Po návratu do Pordenone papež Jan XXII. vyslal Odorika na další misi, tentokrát do Persie a Číny, která trvala od roku 1316 do roku 1330. Během cesty, která začala v Benátkách, Odorik navštívil Persii i Čínu, jež byly v té době součástí mongolské říše. V následujících 14 letech navštívil Odorik se svými společníky mnoho zemí. O některých z nich neměli tehdy lidé v Evropě žádné informace. Český misionář uvádí: „přes moře jsem se přeplavil a navštívil zemi nevěřících, chtěje skliditi nějakou žeň duší“. Protože očekával nedůvěru čtenářů dále píše: „v pravdě ani já sám bych tyto věci nevěřil, kdybych je nebyl slyšel na vlastní uši a kdybych je nebyl viděl na vlastní oči“.

### Cesta k Černému moři
Z Benátek putoval Odorik přes Středozemní moře, průlivy Dardanely a Bospor do Černého moře k městu Trabzon. Zde popisoval neobvyklý tzv. „koroptví příběh“, který Odorik označil za zajímavost. Popisuje muže, který byl následován letícím hejnem koroptví. Když se muž usadil, koroptve „se kolem něho shlukly jako kuřátka kolem kvočny“. Muž pak hejno dovedl do císařského paláce. Panovník si vybral koroptve, o které stál, a se zbytkem se muž stejným způsobem vrátil domů. Odorikovi bylo vyčítáno, že si příběh vymyslel, že to nemůže být pravda. A je-li to pravda, je chybou označit jej za zajímavost, ale přímo za dílo satana. Autorovo jméno očistil na přelomu 17. a 18. století francouzský přírodopisec Josef Pitton de Tourneford (1656–1708), jenž byl předchůdcem Carla Linného. Pitton popsal francouzského obecního pastýře u města Grase, pasoucího koroptve. Když pastýř některou koroptev zavolal, přiběhla k němu a mohl ji vzít do náruče.

### Cesta kolem hory Ararat
Se skupinou bratří prošel Odorik kolem hory Ararat. Toužil vystoupit na posvátnou horu, kde podle Bible stojí archa Noemova. Domorodci ho zrazovali, tvrdili, že na horu Ararat ještě nikdo nevystoupil, neboť „by se to nelíbilo Bohu na výsostech“. A protože jeho souputníkům se navíc nechtělo čekat, Odorik svůj plán neuskutečnil. Při dalším putování minul Perskou poušť, nazývajíc ji „Mare arenosum“ tedy „Moře písku“. Nikdy předtím totiž takové množství písku neviděl. Odborníci se nyní přou, kterou poušť vlastně Odorik viděl. Na většině území Persie – tedy dnešního Íránu – pouště převažují. Největší je z nich je poušť Dašt-e Kavír, Velká solná poušť s rozlohou přes 100 000 km². Další velkou pouští je Dašt-e Lút, tzv. Letní poušť, přecházející v poušť písečnou s mnoha oázami a rozlohou cca 800 000 km². Těžko říci, kterou z poušť měl Odorik na mysli.

### Cesta přes Indii do Perského zálivu
K Perskému zálivu, kterému říkal „Moře oceánské“ doputoval Odorik roku 1318. Jeho cesta dále vedla přes Indii, Sumatru (tady poznamenal, že „Země zakryla Severku“, což bylo důkazem, že Země je kulatá). Pokračoval na Borneo, Jávu a Filipíny. Na Filipínách prý sloužil první vánoční latinskou mši. Pravděpodobně jako první také popsal místní trpasličí obyvatele zvané Negrité, měřící průměrně 150 cm, žijící v oblastech Bornea, Jávy a Sumatry. K Jávě přidal Odorik tuto poznámku: „Král tohoto ostrova má palác velmi obdivuhodný. Neboť jednak palác sám o sobě je veliký, ale i jeho schodiště jest velmi veliké a jeho schody jsou střídavě zlaté a stříbrné. V podlaze pak jest jeden čtverec ze zlata a jeden ze stříbra. Zeď paláce pak jest zevnitř celá obložena zlatými pláty a na nich jsou vryty postavy jezdců… a kolem hlav mají velký zlatý kruh, jako u nás mají naši svatí; tyto kruhy však jsou hustě posázeny drahým kamením. Nadto ještě střecha jest celá z ryzího zlata. Abych to však řekl stručně a souhrnně, tento palác jest bohatší a krásnější než kterýkoli jiný na světě“. Roku 1322 doputoval Odorik až do blízkosti Austrálie. O existenci tohoto světadílu neměl Odorik, stejně jako celý tehdejší svět, ovšem ani tušení.

### Cesta do Číny
Na území dnešní Číny dorazil Odorik v roce 1325. Toto území bylo tehdy pod nadvládou mongolské říše, které vládl chán Tchai Ting, pravnuk Čingischána, vlastním jménem Jesün Temur. Odorik se osobně zúčastnil slavností. Využil těchto ceremoniálů také k udílení křesťanského požehnání chánovi. Odorik byl chánovým dvorem okouzlen. Píše, že k obsluze panovníka bývalo připraveno 14 000 šlechticů. Ženy prý měly na hlavě něco jako mužskou botu. Ve skutečnosti se jednalo o vysoký účes vdaných mongolských žen. Účes byl až 30 cm vysoký, zhotovený ze stromové kůry či jiného lehkého materiálu. Účes byl kulatý, zakončený pery a drahými kameny. Podle Odorikova popisu byl tak široký „že je třeba obou rukou k obepnutí. Vyšší než loket, má vršek do čtverce jako hlavice sloupu.“ Pokud měl Odorik na mysli český loket, ten měl délku 60 cm. Takový účes nosily mongolské ženy jako vzpomínku na svou pomoc mužům v jedné z bitev. Jako připomínku této pomoci dostaly ženy právo nosit tuto pokrývku hlavy. Aby ale ženy příliš nezpychly, měla mít pokrývka podobu boty. Okouzlení Odorika chánovým dvorem dokládá i jeho další popis. „A při Bohu živém, mezi tímto panovníkem, Chánem, a mezi panovníky italskými jest takový rozdíl, jako mezi největším boháčem a žebrákem.“ Také ho zaujala rychlost předávání zpráv ať už jezdci na koních či na velbloudech, nebo použití tzv. hlásných věží, jakýchsi optických telegrafů, pro rychlý přenos informací. Důležité zprávy si jednotlivé věže předávaly ohňovým znamením. Odorik jako první přinesl do Evropy také zprávu o zvyku čínských boháčů nechat si narůst tak dlouhé nehty, že nebyli schopni se sami ani najíst, či o zvyku svazovat čínským dívkám nohy do tvaru lotosového květu. Tento pro Evropany nepochopitelný zvyk byl praktikován od 10. století a zakázaný byl až v roce 1911. Zdeformovaná chodidla nakonec měřila 7,5 až 15 cm, nazývala se „zlaté lotosové květy“ a spatřit je mohl pouze muž v nejintimnějších chvílích.

### Cesta do Tibetu
Z Číny se Odorik vydal na cestu do Tibetu. Dorazil až do Lhasy. Stal se tak prvním známým Evropanem, jenž se dostal do Tibetu. Je k neuvěření, že Odorik cestu absolvoval pouze v předepsaném řádovém oděvu – tmavohnědý hábit s kapucí, přepásaný bílým provazovým cingulem a obutý do kožených sandálů. Tibetská náhorní plošina leží v nadmořské výšce kolem 4000 m. Noční teplota v létě je kolem 9 °C, v zimě klesá až k minus 40 °C. Z Tibetu se Odorik vracel do Evropy přes dnešní afghánsko-pákistánské území, pohoří Hindúkúš. V této oblasti navštívil jedno z mnoha údolí, a to i přes varování místních obyvatel. Ti ho varovali, že žádný živý člověk ještě z tohoto údolí nevyšel. Nedbaje varování, Odorik do údolí vstoupil. Po návratu ho místní uctívali jako hrdinu. Sám ovšem napsal, že to nebyl příjemný zážitek. Píše, že „uzřel věci hrozné“, jednalo se o velké množství koster,„a také jsem tam slyšel hudbu všelikého druhu, nejvíce však harfy, na něž kdosi úžasně hudl. A z toho byl takový hluk, že strach převeliký na mne dolehl.“ Místní vyprávěli, že jde o pozůstatky patřící lidem „démona podsvětí, kteří na pekelné hudební nástroje hrají, aby lidi přilákali a usmrtili“. Odborníci nevědí, jaké přesně údolí Odorik navštívil, ale považují za možné, že Odorik viděl ostatky vojáků Alexandra Makedonského. Ten tudy táhl na východ a střetl se s vojáky indických vladařů. Tóny, které Odorik slyšel, dnešní cestovatelé vysvětlují prudkými změnami teploty: „Změny teploty vyluzují v pouštích a skalnatých horách zvuky, ne nepodobné bubnům.“ Za zmínku stojí, že další cestovatel dorazil do Tibetu, konkrétně do Lhasy, až o 300 let později, v roce 1624. Byl jím portugalský kněz, jezuita António de Andrade. Vzhledem k tomu, že Tibet obecně nerad přijímal cizince, ať už šlo o misionáře či obchodníky, byl Odorikův spis hlavním zdrojem informací o Tibetu až do konce 18. století.

### Návrat do Pordenone
Odorikův návrat v roce 1330 do františkánského kláštera v Pordenone nejprve žádnou pozornost v klášteře nevzbudil. Mnoho poutníků se zde zastavovalo na své pouti do Říma. A navíc, vracející se misionář byl snědý až černý, vyhublý, vypadal staře a nemocně. Nepoznali ho zprvu nejen v klášteře, ale ani jeho příbuzní. Mniši také Odorikovi nevěřili, že je jejich misionářem, vracejícím se z cest po Asii. Nestávalo se totiž, aby se misionáři ze svých cest navraceli. Mise mezi neznabohy končívala většinou smrtí misionáře. Odorikovo vyprávění o dalekých zemích, o kterých mniši nikdy neslyšeli, také nevzbuzovalo důvěru. Jeho zážitky okomentovali jako věci „které žádný křesťanský křesťan viděti nemohl, leda v omámení ďábelském, protože prostě nejsou možné“. Naštěstí u Odorikova lůžka sedával řádový kněz Guillelmus de Solana. Zapisoval vše, co mu Odorik částečně vyprávěl zpaměti a částečně podle svých zápisků z cest. Odorikovo vyprávění bylo zachyceno v knize „Popis východních krajů světa“. Podle závěru v této knize práce probíhala tak, že Odorik nadiktoval „větu nebo dvě, písař psal, jak tomu rozuměl, případně se zeptal, a odpověď zasadil nebo zapletl nebo vtělil do diktovaného“. Práce na knize byla přerušena Odorikovým přáním vydat se do Pisy, tam se nalodit, odplout do Marseille a odtud se vydat pěšky do Avignonu, tehdejšího sídla papeže. Tomu chtěl Odorik předat zprávu o své pouti.

### Padova a zázraky
V Padově, ve třetině plánované cesty, Odorik onemocněl. Nechal se dopravit do františkánského kláštera největšího furlanského města Udine. Tady ho navštěvoval mocný nejvyšší furlanský sudí Conrado Bernardiggi Gastaldo. Po Odorikově smrti Gastaldo nařídil změnit původně „zamýšlený chudinský pohřeb“ Odorikův na pohřeb „s velkou duchovní a městskou asistencí a na útraty země furlanské“. Ostatky Odorikovy byly vystaveny v kostele a zde údajně došlo k prvnímu zázraku: k jeho ostatkům přiložila svou ochrnutou ruku jistá šlechtična a její ruka „ožila“. Tehdy dav zajásal, rozebral rakev, mrtvému vytrhal dlouhé vousy a z jeho těla strhal roucho. To vše pro získání cenných relikvií. Odorik, obecně považovaný za svatého, byl pohřben roku 1332 v alabastrové rakvi. Ta prý měla rohy sarkofágu umístěného na čtyřech mramorových sloupech s andělíčky a dalšími soškami. Na čelní straně sarkofágu byl misionářův portrét. Odorikovi bylo připisováno sedmdesát zázraků. Byla proto jmenována tříčlenná komise složená s kanovníka, měšťana a notáře. Komise dostala za úkol všechny jeho zázraky sepsat. Jedním z takových zázraků bylo uzdravení františkánského mnicha, který si při likvidaci jedné ze starších Odorikových rakví málem usekl prst. Tříska z té rakve prý zahladila všechny stopy po zranění. Jiný mnich zázračně ožil šestý den po své smrti, když se jeho sestra modlila ke svatému Odorikovi.

### Smrt

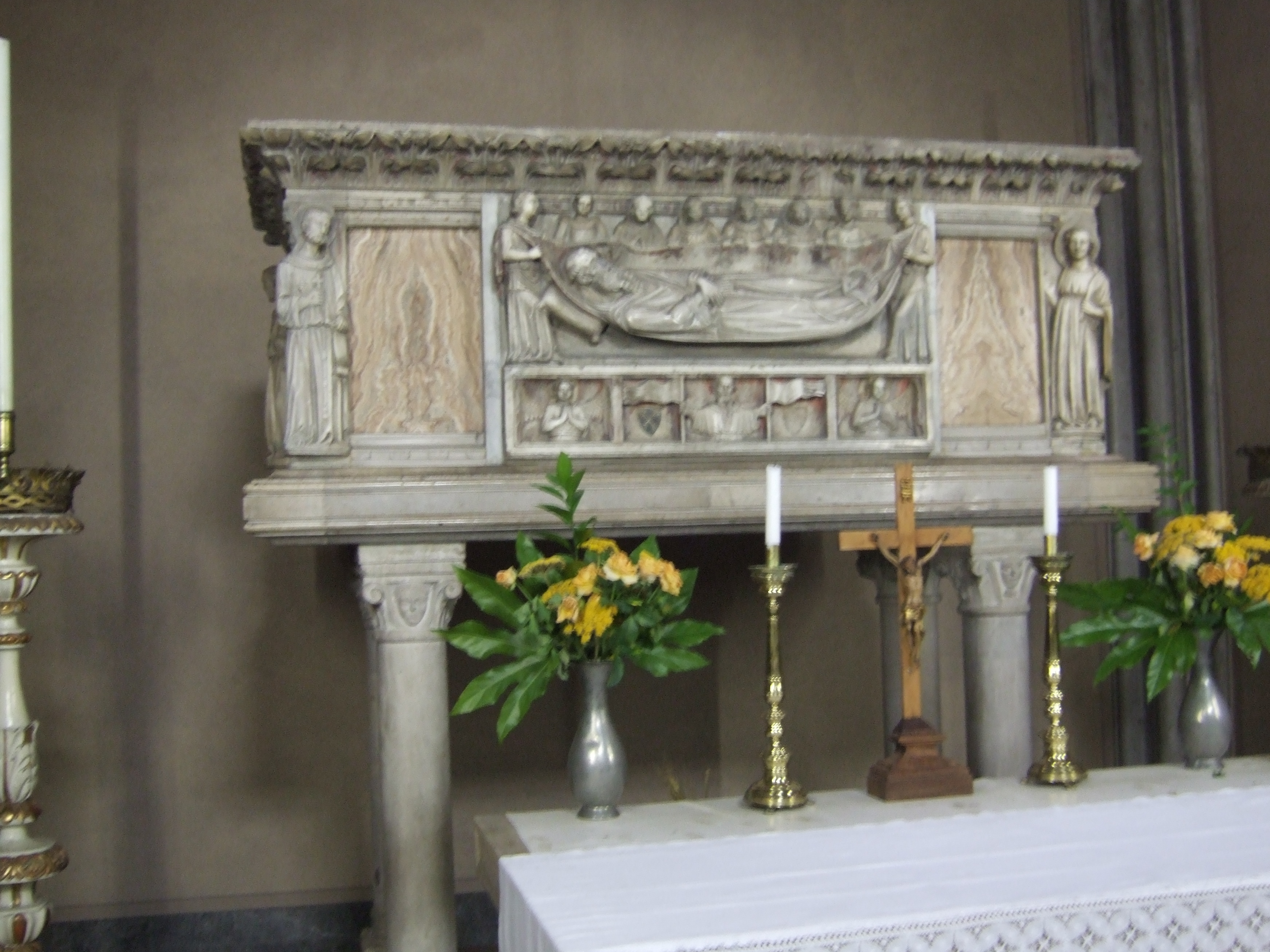
hrob Odorika v kostele Panny Marie Karmelské v Udine

Je pohřben v Udine v kostele Panny Marie Karmelské.
Brzo po smrti byl uznán za svatého, ale jen pro Aquileijský patriarchát. Dne 3. července 1755 byl Odorik de Pordenone papežem Benediktem XIV. blahořečen. K hrobu blahoslaveného Odorika z Pordenone jsou farností Panny Marie Karmelské pořádány každoroční pouti.
Na předměstí Pordenone v kostele blahoslaveného Odorika (Udalricha) uchovávají jeden jeho ostatek. Autorem kostela je švýcarský architekt Mario Botta. Projekt pochází z roku 1992. Kostel byl vysvěcen kardinálem Jozefem Tomkem 10. října 1998.
18. září byla ve jménu blahoslaveného Odorika z Pordenone v Praze 6 Vokovicích v ulici Ke dvoru požehnána P. Jeronýmem Josefem Erteltem, O.Carm z farnosti Praha 6 Liboc dosud beznominální kaplička, která se tak stala nejsevernějším místem kultu bl. Odorika.

## Vydání cestopisu
Zásluhou furlanského sudího se cestopis stal „v mžiku středem zájmu Evropy“. Dílo bylo sepsáno v dialektu, do latiny ho přeložil dominikánský mnich Francesco Pipino. ten ovšem místy zasahoval do textu, svévolně změnil některé jeho části pro posílení prestiže křesťanského náboženství. Z toho důvodu prý vložil Odorikovi do úst kritiku všech ostatních náboženství. Pouze náboženství křesťanské je jediné pravé. V latině vzniklo 150 opisů. Ty byly překládány do dalších jazyků. Italské výtisky četl a svými poznámkami doplňoval i Kryštof Kolumbus. Cestopis byl přeložen také do angličtiny, francouzštiny a němčiny. Český překlad cestopisu vyšel až v roce 1962. V překladech se objevovaly často zkomolené názvy. Chyby jsou připisovány nepozornosti písařů, špatnému osvětlení v písárnách, nepříliš vzdělaným opisovačům, kteří si takto vydělávali na živobytí a jejich zákazníci na ně často spěchali. Také podklady, ze kterých tito lidé opisovali, nebyly vždy dobře čitelné, a tak si někdy opisovači pomáhali tím, že si prostě část věty domysleli. Spoléhali se na to, že čtenáři přesné názvy a jména nebudou znát, zejména, šlo-li o zápisky ze zcela neznámých zemí. Někdy byla na vině i špatná výslovnost toho, kdo opisovači diktoval. Dalším důvodem může být, že jména ostrovů a zemí jsou prý v rukopisu psána foneticky a je jen na překladateli, jak se s tím vyrovná.

### Vydání v češtině
Kniha Popis východních krajů světa byla v Česku vydána dvakrát:
- Já bratr Oldřich Čech z Furlánska, Odoricus Boemus de Foro Julii, přel. František Gel a Rostislav Kocourek. – 1.vyd. – Praha : Lidová demokracie, 1962
- Cesta do říše Velkého chána (1316 – 1330), Oldřich Čech z Pordenone, přel. František Gel a Rostislav Kocourek. – 1. vyd. – Praha : Kvasnička a Hampl, 1998, ISBN 80-902330-0-7.[3]
- O neznámých věcech čili Popis východních krajů, Odorik z Poredone, přel. Jiří Špaček. - 1. vyd. - Praha : Academia, 2024

## Odorik a John Mandeville
Z Odorikova cestopisu převzal do svého spisu John Mandeville pasáž o knězi Janovi. To měl být mocný asijský křesťanský panovník velké říše. Západní křesťané věřili v jeho existenci už od 12. století. Doufali v jeho pomoc účastníkům křížových výprav, které měly za cíl osvobození Ježíšova jeruzalémského hrobu. Papež Inocenc IV. dokonce vyslal za tímto panovníkem poselstvo šestnácti mužů. Po dlouhém hledání objevili u Kaspického moře jednoho mongolského generála. Když mu byl papežův list přeložen, velmi se rozlítil, že papež nezná jméno jeho nadřízeného – Velkého Chána – a nazývá ho jakýmsi knězem Janem. Z rozkazu Velkého Chána pak poslal papeži tuto odpověď: „Papeži, víš, že tvoji poslové k nám přišli s tvým dopisem? A že měli mnoho řečí? Nevím, zda tak činili z tvého rozkazu. Proto ti to oznamuji. Chceš-li, papeži, dále vládnouti své zemi, přijď a staň před tváří toho, jenž vládne celému světu. Nepřijdeš-li, nevím, co se stane. Jen Bůh to ví. Ale bude dobře, vzkážeš-li, zda přijdeš a přijdeš-li přátelsky nebo ne.“ Pozvání papež nepřijal. Přesto v existenci kněze Jana i nadále věřil. I toto území, kde se měla údajná říše kněze Jana rozkládat, Odorik navštívil. Napsal o této zemi že „není ani setina pravdy z toho, co se o ní … tvrdí“.

## Beatifikace
Pro mnoho zázraků spojených s hrobem Odorika byl papežem Benediktem XIV. 3. července 1755 prohlášen za blahoslaveného. Dne 13. 1. 2002 byl zahájen proces kanonizace.
Roku 1881 postavilo město Pordenone památník svému významnému rodáku.

## Odorik z Pordenone v kultuře
- Planetka (4637) Odorico objevená v roce 1989 nese jeho jméno. Seznam planetek 4001–5000
- „Až zařve lev“ s podtitulem „Výprava za hranice jednoho lidského života“, je český film (2022), který natočil režisér dokumentarista a cestovatel Jan E. Svatoš s kameramankou Romi Strakovou; líčí osud českého krále Přemysla Otakara II. ve spojení s Odorikem z Pordenone.
- Hymnus ad Beatum Odorico de Pordenone (Hymnus k blahoslavenému Odorikovi z Pordenone, 2022) pro smíšený sbor, varhany a malý orchestr na text latinského hymnu z kostela Panny Marie Karmelské v Udine, hudba: Jan Fila